# Cattleyawespje
Het cattleaywespje (Eurytoma orchidearum) is een vliesvleugelig insect uit de familie Eurytomidae. De wetenschappelijke naam werd in 1869 als Isosoma orchidearum gepubliceerd door John Obadiah Westwood.